# Konings (automerk)
De Konings 600, ook Konings 4 HK, is een in 1898 in de plaats Swalmen nabij Roermond door Peter Konings samen met zijn vader Michael ontwikkelde vierpersoons auto bedoeld voor de serieproductie.
De Konings was het derde Nederlandse automerk, na de Simplex-auto en de door de firma Trompenburg te Amsterdam ontwikkelde Spyker. Aan de ontwikkeling van de Konings 600 heeft de Amsterdamse constructeur Ferdinant Anderheggen vanaf 1902 een belangrijke bijdrage geleverd. De produktie is na het zevende exemplaar rond 1904 gestaakt vanwege de in dat jaar ontstane malaise in de autobranche. In Frankrijk en België gingen automobielfabrikanten failliet vanwege de ontstane economische malaise en de concurrentie door importen vanuit Amerika, zoals de T Ford.  
In 1936 is door Peter Konings een constructief bijzondere vrachtwagen ontwikkeld, waarbij twee vrachtwagens zijdelings aan elkaar werden gekoppeld en er met één of twee motoren kon worden gereden, afhankelijk van de zwaarte van de vracht en het benodigde vermogen. De vrachtauto werd op de auto RAI in 1933 geïntroduceerd. 
Het bedrijf van Konings dat landelijke bekendheid verkreeg door de geproduceerde riooldeksels met opschrift "Konings Swalmen" en de export van gietzijzeren lantaarnpalen naar Nederlands Indie bestaat nog steeds en werd in 2005 onderdeel van de VDL Groep te Eindhoven, waartoe ook VDL NedCar behoort.